# Tomachhorod
Tomachhorod (en ukrainien : Томашгород) ou Tomachgorod (en russe : Томашгород ; en polonais : Tomaszgród) est une commune urbaine de l'oblast de Rivne, en Ukraine. Sa population s'élève à 2 442 habitants en 2021.

## Géographie
Tomachhorod est située au sud de l'oblast, à 94 km au nord-est de Rivne, à 10 km au nord-ouest de Rokytne et à 11 km à l'est de Klessiv.

## Histoire
La localité est tout d'abord un village fondée en 1800. Dans l'entre-deux-guerres, Tomaszgród est rattachée à la Pologne et fait d'abord partie de la voïvodie de Polesie puis, à partir de 1930, de la voïvodie de Volhynie. Elle est annexée par l'Union soviétique avec toute la Pologne orientale à la fin de 1939, et rattachée à la république socialiste soviétique d'Ukraine. Après l'occupation allemande, de 1941 à 1944, Tomachhorod redevient soviétique. Elle reçoit le statut de  commune urbaine en 1960. Tomachhorod fait partie de l'Ukraine indépendante depuis 1991.

## Population
Recensements ou estimations de la population :
| 1921 | 1970* | 1979* | 1989* | 2001* | 2013  | 2014  |
| ---- | ----- | ----- | ----- | ----- | ----- | ----- |
| 803  | 2 445 | 2 469 | 2 700 | 2 487 | 2 377 | 2 422 |

| 2015  | 2016  | 2017  | 2018  | 2019  | 2020  | 2021  |
| ----- | ----- | ----- | ----- | ----- | ----- | ----- |
| 2 456 | 2 453 | 2 465 | 2 466 | 2 463 | 2 450 | 2 442 |

## Transports
Tomachhorod se trouve à 12 km de Rokytne par la route et à 10 km par le chemin de fer, sur la ligne Korosten – Sarny.